# Émile Hamonic

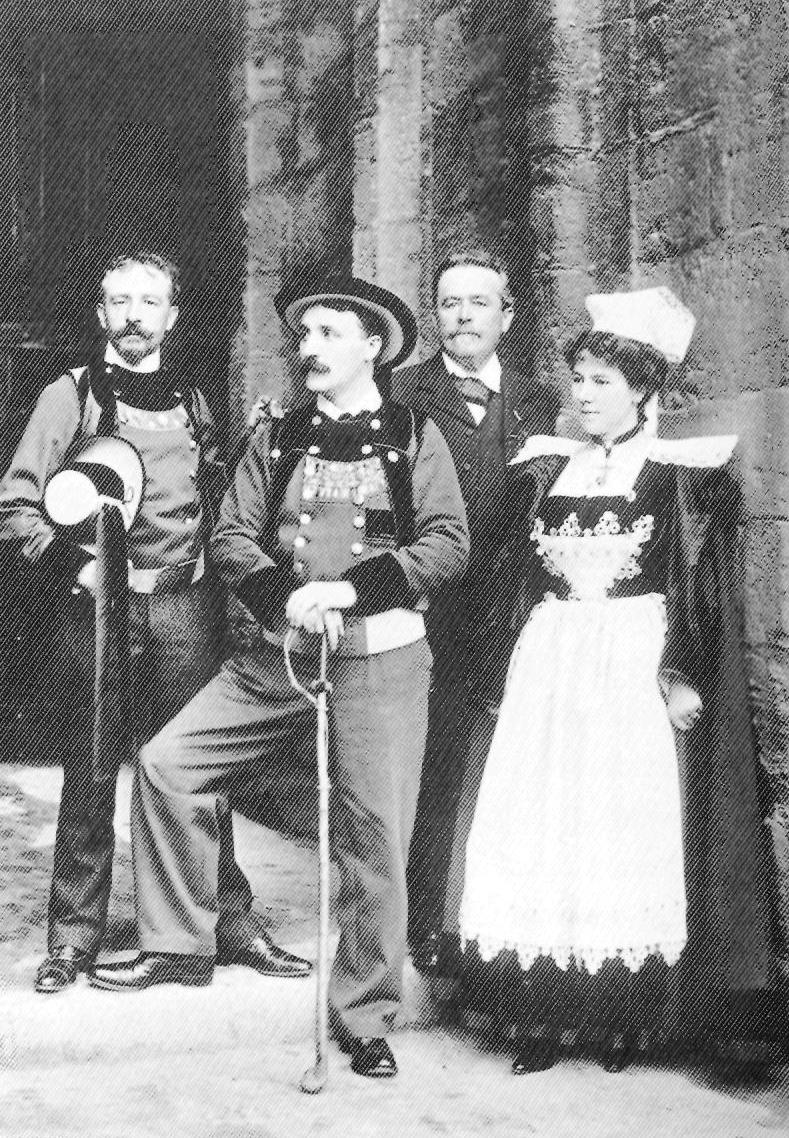
Émile Hamonic (links) mit seinem Freund Théodore Botrel sowie Léna Botrel und Paul Barbier, auf dem Keltenkongress von Caernarfon, 1904.

Émile Eugène Louis Hamonic (* 26. August 1861 in Moncontour; † 24. Juli 1943 in Saint-Brieuc) war ein französischer Fotograf und Verleger, der mit dem Ansichtskarten-Boom des frühen 20. Jahrhunderts in Verbindung gebracht wurde. Im Jahr 1893 etablierte er sich als Herausgeber von Ansichtskarten in Saint-Brieuc und wurde zu einem der ersten großen Herausgeber dieses Genres.
Seine Karten zeigten typischerweise idealisierte Bilder seiner Heimat Bretagne. Er war auch ein engagierter Verfechter des bretonischen Regionalismus und war ein aktives Mitglied der Breton Regionalist Union.

## Leben
Er wurde am 26. August 1861 in Moncontour an der Côtes-du-Nord als eines von neun Kindern geboren. Hamonics Familie betrieb ein Eisenwarengeschäft und kaufte und verkaufte Antiquitäten. Seine Eltern nahmen ihn auf ihre Einkaufstouren in die Umgebung mit und er wurde ein leidenschaftlicher Liebhaber des nagelneuen Veloziped.  Er wurde bei einem Fotografen in Dinard ausgebildet und nach seinem Militärdienst ließ er sich als professioneller Fotograf in  Moncontour nieder und zog später nach Saint-Brieuc.

### Postkarten
Hamonic war einer der ersten, der die Entwicklung der Ansichtskarte nach Frankreich erkannte. Um Fotografen und Malern wie ihm ein Ventil zu bieten, gründete er die Éditions d’art Hamonic in Saint-Brieuc. Sein Unternehmen war ein großer Erfolg und nutzte die Popularität der malerischen Bilder der Bretagne für Touristen, die in den Sommermonaten reichlich vorhanden waren. Diese Postkarten sind normalerweise mit „Hamonic“ oder selten mit „E.H.“ signiert.
Er wird besonders mit Théodore Botrel in Verbindung gebracht, da er auf seinen Karten oft die Texte des beliebten Chansonniers wiedergab. Mehrere von Botrels Balladen waren illustrierte Postkartensequenzen, in denen die in den Liedern erzählten Geschichten in einer Reihe von dramatischen Tableaus nachgespielt wurden. Außerdem produzierte er eine Reihe von Werbeaufnahmen von Botrel mit seiner Frau Léna.
Von 1906 bis 1909 veröffentlichte er die Bilder von Jean-Marie Le Doaré. Diese Karten sind signiert „Hamonic, das Doaré-Klischee“.
Im Jahr 1922 zog er sich krankheitsbedingt zurück und überließ sein Geschäft seinem Sohn Amaury.

### Bretonismus
Hamonic war eines der ersten Mitglieder der 1898 gegründeten Bretonischen Regionalistischen Union. Er förderte aktiv die bretonische regionalistische Identität in seinen Publikationen. Er trug auch zur Entwicklung der pan-keltischen Bewegung bei, indem er 1904 am Keltenkongress von Caernarfon teilnahm. Im Juli 1906 war er zusammen mit Octave-Louis Aubert einer der Organisatoren eines pan-keltischen historischen Festivals, das in Saint-Brieuc stattfand. Er wurde zum Ehrenbarden der Gorsedd der Bretagne ernannt.